# 李寨镇 (项城市)
李寨镇，是中华人民共和国河南省周口市項城市下辖的一个乡镇级行政单位。

## 行政区划
李寨镇下辖以下地区：
李寨村、大位寨村、谢寨村、大黄村、东薛村、乔庄村、尤许村、大范村、杨堂村、大卫村、马寨村、赵堂村、张庄村、郭王庄村、后韩村、曹窑村、大王村、勤俭村、闫庄村、小范村、庄王村、宗庙村、董桥村、熊庄村、卫店村、项营村和太阜店村。